# Адміністративний устрій Ставищенського району
Адміністративний устрій Ставищенського району — адміністративно-територіальний поділ Ставищенського району Київської області на 1 селищну та 22 сільські ради, які об'єднують 30 населених пунктів і підпорядковані Ставищенській районній раді. Адміністративний центр — смт Ставище.

## Список радСтавищенського району
| №  | Назва                          | Центр            | Населені пункти                                | Площа км² | Місце за площею | Населення (2001), осіб. | Місце за населенням |
| -- | ------------------------------ | ---------------- | ---------------------------------------------- | --------- | --------------- | ----------------------- | ------------------- |
| 1  | Ставищенська селищна рада      | смт Ставище      | смт Ставище                                    |           |                 |                         |                     |
| 2  | Антонівська сільська рада      | с. Антонівка     | с. Антонівка                                   |           |                 |                         |                     |
| 3  | Бесідська сільська рада        | с. Бесідка       | с. Бесідка                                     |           |                 |                         |                     |
| 4  | Брилівська сільська рада       | с. Брилівка      | с. Брилівка                                    |           |                 |                         |                     |
| 5  | Василиська сільська рада       | с. Василиха      | с. Василиха                                    |           |                 |                         |                     |
| 6  | Винарівська сільська рада      | с. Винарівка     | с. Винарівка с. Вишківське                     |           |                 |                         |                     |
| 7  | Гейсиська сільська рада        | с. Гейсиха       | с. Гейсиха                                     |           |                 |                         |                     |
| 8  | Гостромогильська сільська рада | с. Гостра Могила | с. Гостра Могила с. Любча                      |           |                 |                         |                     |
| 9  | Журавлиська сільська рада      | с. Журавлиха     | с. Журавлиха                                   |           |                 |                         |                     |
| 10 | Іванівська сільська рада       | с. Іванівка      | с. Іванівка с. Богатирка                       |           |                 |                         |                     |
| 11 | Красилівська сільська рада     | с. Красилівка    | с. Красилівка                                  |           |                 |                         |                     |
| 12 | Кривецька сільська рада        | с. Кривець       | с. Кривець                                     |           |                 |                         |                     |
| 13 | Полковниченська сільська рада  | с. Полковниче    | с. Полковниче                                  |           |                 |                         |                     |
| 14 | Попружнянська сільська рада    | с. Попружна      | с. Попружна                                    |           |                 |                         |                     |
| 15 | Розкішнянська сільська рада    | с. Розкішна      | с. Розкішна                                    |           |                 |                         |                     |
| 16 | Розумницька сільська рада      | с. Розумниця     | с. Розумниця                                   |           |                 |                         |                     |
| 17 | Сніжківська сільська рада      | с. Сніжки        | с. Сніжки                                      |           |                 |                         |                     |
| 18 | Станіславчицька сільська рада  | с. Станіславчик  | с. Станіславчик                                |           |                 |                         |                     |
| 19 | Стрижавська сільська рада      | с. Стрижавка     | с. Стрижавка с. Веселе                         |           |                 |                         |                     |
| 20 | Сухоярська сільська рада       | с. Сухий Яр      | с. Сухий Яр с. Григорівська Слобода с. Червоне |           |                 |                         |                     |
| 21 | Торчицька сільська рада        | с. Торчиця       | с. Торчиця                                     |           |                 |                         |                     |
| 22 | Юрківська сільська рада        | с. Юрківка       | с. Юрківка с. Торчицький Степок                |           |                 |                         |                     |
| 23 | Ясенівська сільська рада       | с. Ясенівка      | с. Ясенівка                                    |           |                 |                         |                     |

* Примітки: м. — місто, смт — селище міського типу, с. — село, с-ще — селище